# لامبرنی
لامبرنی (به لاتین: Lambaréné) یک شهر در گابن است که در Moyen-Ogooué Province واقع شده‌است.

## خصوصیات
لامبرنی ۲۵٬۲۵۷ نفر جمعیت دارد.